# 46-та Премія мистецтв Пексан
46-та Церемонія Премії мистецтв Пексан (кор. 제46회 백상예술대상) — відбулася в Сеулі (Національний театр Кореї) 26 березня 2010 року. Транслювалася на телеканалі KBS2. Ведучими були Лі Хві Дже та Кім А Джун.

## Номінанти та переможці
Повний список номінантів та переможців. Переможці виділені жирним шрифтом та подвійним хрестиком ().

### Кіно
| Тесан (Велика нагорода) - Юн Че Ґюн (режисер) — «Приливна хвиля» | |
| Найкращий фільм - «Національна команда» - «Приливна хвиля» - «Мати» - «Таємне возз'єднання» - «Спрага» | Найкраща режисерська робота - Чан Хун — «Таємне возз'єднання» - Пон Чжун Хо — «Мати» - Кім Йон Хва — «Національна команда» - Пак Чхан Ок — «Пхаджу» - Юн Че Ґюн — «Приливна хвиля»                                                                              |
| Найкращий режисерський дебют - Лі Хо Дже — «Афера» - Чон Кі Хун — «До побачення, мамо» - Пак Кон Йон — «Підняття Кінг-Конг» - Пак Хі Ґон — «Скандал в Інсадоні» - Ян Ік Джун — «На останньому подиху»                                                                                        | Найкращий сценарій - Чан Мін Сок — «Таємне возз'єднання» - Пон Чжун Хо, Пак Ин Ґьо — «Мати» - Лі Хе Джун — «Робінзон на Місяці» - Лі Йон Джу — «Жива смерть» - Пак Кон Йон, Пе Се Йон — «Підняття Кінг-Конг»                                                    |
| Найкраща чоловіча роль - Ха Чон У — «Національна команда» як Чха Хон Тхе/Боб - Чон Че Йон — «Робінзон на Місяці» як Кім Син Ґин - Кан Тон Вон — «Таємне возз'єднання» як Сон Чі Вон - Кім Юн Сок — «Черепаха, що біжить» як Чо Пхіль Сон - Вон Бін — «Мати» як Юн То Джун                    | Найкраща жіноча роль - Ха Чі Вон — «Ближче до небес» як Лі Чі Су - Чхве Кан Хі — «До побачення, мамо» як Пак Е Джа - Кім Хє Джа — «Мати» як мати - Кім Ок Він — «Спрага» як Тхе Джу - Со У — «Пхаджу» як Чхве Ин Мо                                             |
| Найкращий акторський дебют (чоловіки) - Лі Мін Кі — «Приливна хвиля» як Чхве Хьон Сік - Кім Чі Сок — «Національна команда» як Кан Чхіль Ґу - Кім Му Йоль — «Афера» як Чо Мін Хьон - Ян Ік Джун — «На останньому подиху» як Сан Хун - Ю Син Хо — «Таємниця четвертого періода» як Хан Чон Хун | Найкращий акторський дебют (жінки) - Чо Ан — «Підняття Кінг-Конг» як Пак Йон Джа - Пек Чін Хі — «Бандгобі» як Мін Со - Кан Є Вон — «Гармонія» як Кан Ю Мі - Кім Ккот Бі — «На останньому подиху» як Йон Хі - Сону Сон — «Чон У Чхі: Даоський майстер» як гоблін |
| Нагорода за популярність (чоловіки) - Чан Гин Сок — «Справа про вбивство в Ітхевоні» як Роберт Джей Пірсон (Артур Паттерсон) | Нагорода за популярність (жінки) - Чхве Кан Хі — «До побачення, мамо» як Пак Е Джа |

### Телебачення
| Тесан (Велика нагорода) - Ко Хьон Джон (акторка) — «Королева Сондок» | |
| Найкращий серіал - «Айріс» (KBS) - «Діамантовий спадок» (SBS) - «Королева домогосподарок» (MBC) - «Королева Сондок» (MBC) - «Мисливці на рабів» (KBS) | Найкраща розважальна програма - «Високий удар 2: Крізь дах» (MBC) - «Нескінченне випробування» (MBC) - «Вікторина, яка змінить світ» (MBC) - «Хороша неділя: Сімейна поїздка» (SBS) - «Випробування суботи: Невразлива бейсбольна команда» (KBS)                                               |
| Найкраща освітня програма - «Сльози Амазонка» (MBC) - «Документалка трьох днів» (KBS) - «Спеціальна програма SBS: Ура успіху» (SBS) - «Спеціальна програма SBS: Вибір життя» (SBS) - «Документалка про людину: Кохання» (MBC) | Найкраща режисерська робота - Ко Тон Сон — «Королева домогосподарок» - Хон Сон Чхан — «Ти прекрасний!» - Кім Пьон Ук, Кім Чхан Дон, Кім Йон Ґі — «Високий удар 2: Крізь дах» - Пак Хон Ґюн, Кім Кин Хон — «Королева Сондок» - Ян Юн Хо, Кім Кю Тхе — Айріс                                     |
| Найкращий режисерський дебют - Ю Хьон Ґі — «Майстер з навчання» - Квак Чон Хван — «Мисливці на рабів» - Чін Хьок — «Діамантовий спадок» - Пек Су Чхан — «Мрія» - Пак Йон Су — «Родинна честь» | Найкращий сценарій - Чхон Сон Іль — «Мисливці на рабів» - Кім Йон Хьон, Пак Сан Йон — «Королева Сондок» - Пак Чі Ин — «Королева домогосподарок» - Сін Че Вон, Лі Чі Хян, Чхве І Ран, Лі Че Юн — «Острів Тамра» - Со Хьон Ґьон — «Діамантовий спадок»                                           |
| Найкраща чоловіча роль - Лі Бьон Хон — «Айріс» як Кім Хьон Джун - Чан Хьок — «Мисливці на рабів» як Лі Те Ґіль - Кім Су Ро — «Майстер з навчання» як Кан Сок Хо - Со Чі Соп — «Каїн і Авель» як Лі Чхо Ін/О Кан Хо - Юн Сан Хьон — «Королева домогосподарок» як Хо Тхе Джун | Найкраща жіноча роль - Кім Нам Джу — «Королева домогосподарок» як Чхон Чі Е - Ко Хьон Джон — «Королева Сондок» як пані Місіль - Хан Хьо Джу — «Діамантовий спадок» як Ко Ин Сон - Кім Со Йон — «Айріс» як Кім Сон Хва - Кім Те Хі — «Айріс» як Чхве Син Хі                                     |
| Найкращий акторський дебют (чоловіки) - Кім Нам Ґіль — «Королева Сондок» як Підам - Даніель Чхве — «Високий удар 2: Крізь дах» як Лі Чі Хун - Лі Син Ґі — «Діамантовий спадок» як Сону Хва - Ю Син Хо — «Майстер з навчання» як Хван Пек Хьон - Юн Сі Юн — «Високий удар 2: Крізь дах» як Чон Чун Хьок                                                                                  | Найкращий акторський дебют (жінки) - Хван Чон Им — «Високий удар 2: Крізь дах» як Хван Чон Им - Ко А Сон — «Майстер з навчання» як Кіль Пхуль Іп - Лі Мін Чон — «Усміхнися, ти» як Со Чон Ін - Со У — «Острів Тамра» як Чан По Джін - Сін Се Кьон — «Високий удар 2: Крізь дах» як Сін Се Кьон |
| Найкращий учасник розважальної програми - Пак Сон Хо — «Концерт жартів» - Кан Хо Дон — «Гуру зі скидання на коліна», «2 дні і 1 ніч», «Зоряний король», «Сильне серце» - Лі Син Ґі — «2 дні і 1 ніч», «Сильне серце» - Лі Су Ґин — «2 дні і 1 ніч», «Концерт жартів» - Ю Че Сок — «Щасливі разом 3», «Гуру зі скидання на коліна», «Прийди погратися», «Хороша неділя: Сімейна поїздка» | Найкраща учасниця розважальної програми - Кан Ю Мі — «Концерт жартів» - Ан Йон Мі — «Концерт жартів» - Пак Чі Сон — «Концерт жартів» - Сон Ин І — «Хороша неділя: Йде золота пані» - Лі Хьо Рі — «Хороша неділя: Сімейна поїздка»                                                              |
| Нагорода за популярність (чоловіки) - Лі Син Ґі — «Діамантовий спадок» як Сону Хва | Нагорода за популярність (жінки) - Ім Юн А — «Чоловік попелюшки» як Со Ю Джін |

### Особливі нагороди
| Нагороди                     | Отримувач   |
| ---------------------------- | ----------- |
| Нагорода за моду від InStyle | Сон Є Джін  |
| Нагорода за досягнення       | Пе Сам Рьон |